# Marcelle Humblot
Pour les articles homonymes, voir Humblot.
Marcelle Humblot, née le 11 janvier 1914 à Viéville-sous-les-Côtes et morte le 15 novembre 1988 à Marans, est une championne de natation de la fin des années 1920 et du début des années 1930, spécialisée en dos. Elle est couturière de formation.

## Carrière sportive
Elle est entraînée par M. Cordonnier et M. Neukomm au Cercle des Nageurs de Nancy (CNN). 
En club, elle a été licenciée au Club des mouettes de Paris.
- En 1929, elle est la première Lorraine qui remporte le Championnat régional d’Alsace-Lorraine dans l’épreuve de 100 m dos[2], en août 1929, elle participe à la traversée de Paris à la nage de Reims où elle termine en seconde position.
- En 1930, les 16 et 17 août, elle prend la 3e place de l’épreuve de 100 m dos en 1 min 35 s 6 lors des championnats de France[3].
- En 1931, le 21 mars, elle bat le record de France de 200 m dos en 3 min 11 s 8 à la piscine de la Gare. Le 25 avril, elle bat à nouveau le record de France de 200 m dos en 3 min 04 s 8 à la piscine de la Gare. Le 12 mai, elle bat le record de France de 100 m dos en 1 min 26 s 6 à la piscine Butte-aux-Cailles. Le 14 juillet, elle bat le record de France de 100 m dos en 1 min 26 s à la piscine des Tourelles. Les 8 et 9 août, elle est sacrée championne de natation en réalisant le meilleur score pour l'époque avec 1 min 25 s lors des championnats de France de natation en bassin de 100 m dos à la piscine des Tourelles de Paris[3].
- Du 23 au 30 août 1931, elle participe aux championnats d’Europe qui se tiennent à Paris. Dans la finale du 100 m dos, elle est classée 5e au championnat d'Europe de natation en réalisant 1 min 28 s 8 en bassin de 100 m dos[4],[3].
- En 1932, les 18 et 19 juin, elle prend la 3e place de l’épreuve de 100 m dos en 1 min 12 s lors des championnats de France[3].
- En 1933, les 13, 14 et 15 août, elle termine 3e de l’épreuve de 100 m dos en 1 min 12 s 4 lors des championnats de France[3].

## Récapitulatif des victoires
Classée 1 fois championne de France et classée 5e au championnat d'Europe 1931.
Elle est classée 5e au championnat d'Europe de natation en réalisant 1 min 28 s 6 en bassin de 100 m dos en 1931 à Paris et 4e en 1938 à Londres en réalisant 1 min 24 s 2. Marcelle Humblot déclara sa grande déception: « je vire en tête au 50 mètres et je suis tombée nez à nez avec un crapaud, j’ai eu peur, j’ai dû suffoquer, je ne sais pas ce qui m’est arrivée, ça m’a beaucoup pénalisée ».

## Palmarès
- 1929 : 1re du Championnat régional d'Alsace-Lorraine[3]
- 1930 : 3e du 100 mètres dos aux Championnats de France en 1 min 35 s 6[3]
- 1931 : 
  - record national du 200 mètres en 3 min 11 s 8
  - record national du 200 mètres en 3 min 4 s 8
  - record national du 100 mètres en 1 min 26 s 6 [3]
  - record national du 100 mètres en 1 min 26 s 0
  - 1re du 100 mètres dos aux Championnats de France en 1 min 25 s 0
  - 5e du 100 mètres dos aux Championnats d'Europe en 1 min 28 s 6 [3]
- 1932 : 3e du 100 mètres dos aux Championnats de France en 1 min 12 s 0[3]
- 1933 : 3e du 100 mètres dos aux Championnats de France en 1 min 12 s 0[3]
- 1938 : 4e du 100 mètres dos aux Championnats d'Europe en 1 min 24 s 2

## Postérité
Du 21 septembre au 21 octobre 2019, le nom de Marcelle Humblot a été proposé entre quatre autres personnalités par la Mairie du 4e arrd pour le nom de la nouvelle piscine, Marcelle Humblot a été retenue en seconde position dans le vote des participants parisiens.